# Altorf

Altorf este o comună în partea de nord-est a Franței, în departamentul Bas-Rhin. În 1 ianuarie 2022 avea o populație de 1.445 de locuitori.